# Sülbeck
Sülbeck ist eines der ältesten Dörfer im Gebiet der Stadt Einbeck im Landkreis Northeim. Die Entwicklung des Ortes ist von der Ausbeutung der Solequellen geprägt.

## Geographie
Sülbeck liegt im Leinegraben etwa 6 km südöstlich von Einbeck und nahe der Leine, wo sich das Naturschutzgebiet Leineniederung Salzderhelden erstreckt.

## Geschichte

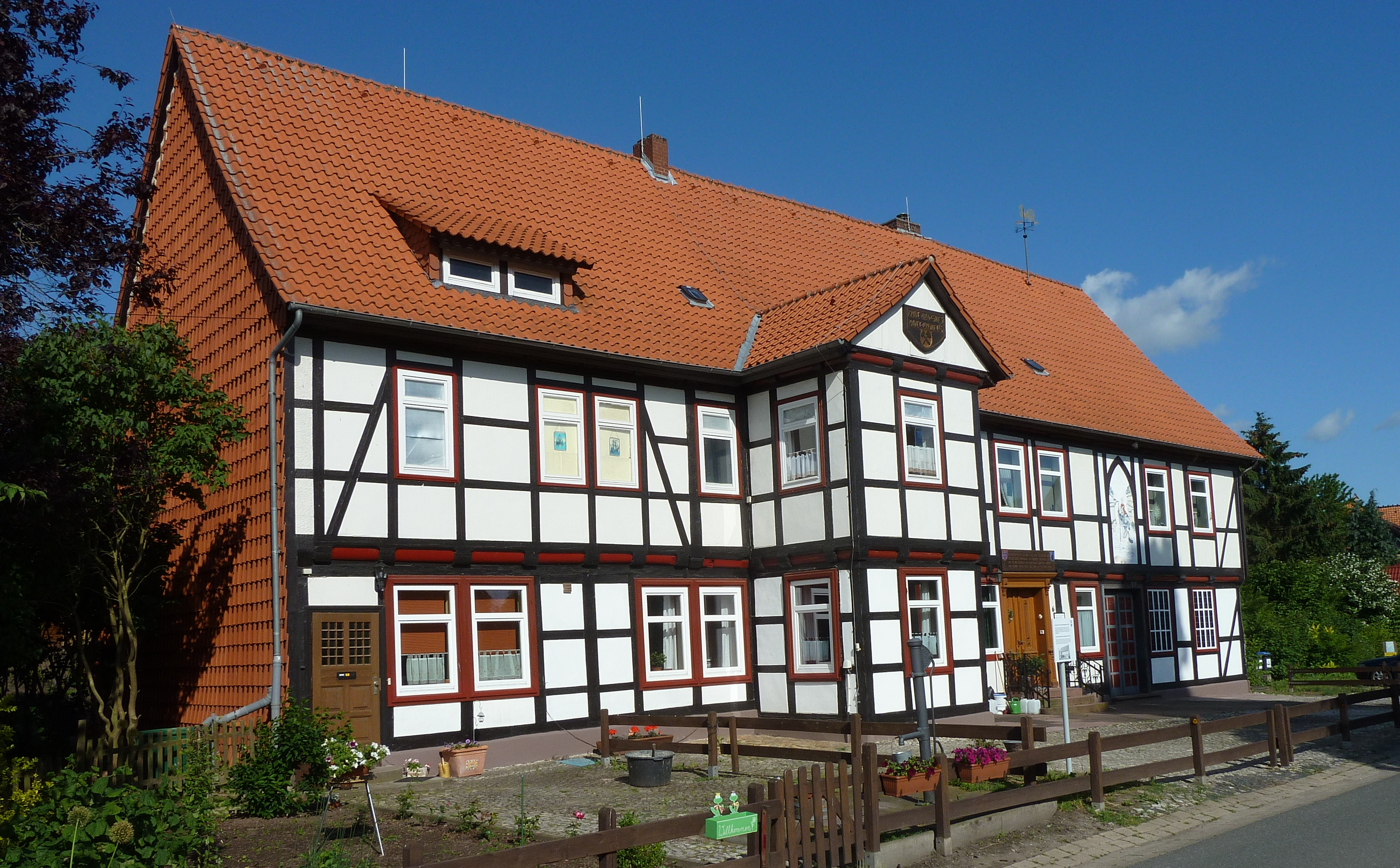
Faktoreihaus der Saline von 1694.

Eine vorgeschichtliche Besiedlung in der Nähe der Solequellen ist nachgewiesen: „vom Sülbecker Berg stammen Werkzeuge, die von dort rastenden Neandertalern gefertigt wurden“. Bei Erschließung des Neubaugebietes „Am Bohrturm“ in den 1980er Jahren wurden weitere archäologische Untersuchungen durchgeführt, die ergaben, dass die Besiedelung bis etwa 5000 v. Chr. zurückgeht. Die ersturkundliche Erwähnung ist in Schriften des Klosters Amelungsborn aus dem Jahr 1210 zu finden. Dort geht es um die „salinis“ bei Siburgehusen. Am 26. April 1686 ordnete Fürst Ernst August von Calenberg-Göttingen-Grubenhagen an, dass in Sülbeck ein „Saltz- und Leckwerck“ zu bauen sei. Um 1700 produzierte die Saline Sülbeck mit den Gradierwerken dann etwa 300 Tonnen Salz pro Jahr, die Produktion wurde in den nächsten hundert Jahren auf 800 Tonnen gesteigert. Zu Beginn des 20. Jahrhunderts stieg der Ertrag auf über 5.000 Tonnen.
Am 1. März 1974 wurde das Dorf anlässlich der Niedersächsischen Gebietsreform ein Ortsteil der Stadt Einbeck.

## Politik

### Ortsbürgermeister
Ortsbürgermeister ist Andreas Mann. Die aktuelle Wahlperiode läuft seit 2021.

### Ortsrat
Der Ortsrat, der die Ortschaften Drüber und Sülbeck gemeinsam vertritt, setzt sich aus neun Ratsmitgliedern zusammen.
- Wgem. Für Drüber-Sülbeck: 9 Sitze

(Stand: Kommunalwahl 2021)

### Wappen
Das Wappen symbolisiert einen technischen Bestandteil der Saline und die nahe Leine.

## Kultur und Sehenswürdigkeiten

### Musik
Seit 1989 organisiert eine lokale Initiative aus Südniedersachsen eine Konzertserie, die unter dem Namen „Kultur im Esel“ bekannt ist. Sie ist eine der am längsten regelmäßig laufenden Konzertserien in Niedersachsen. In den Konzerten wird versucht, noch relativ unbekannten Künstlern verschiedenster Musikrichtungen eine Basis für ihre weitere Entwicklung zu geben. Es finden 10 – 15 Konzerte pro Jahr statt. In der Saison 2013 traten unter anderem Künstler wie Cristin Claas oder Stephanie Nilles auf. Der Verein „Kultur im Esel“ betreibt einen Veranstaltungssaal, in dem eine Reihe weiterer Veranstaltungen, wie z. B. regelmäßig ein „Plattdeutscher Nachmittag“, stattfinden.

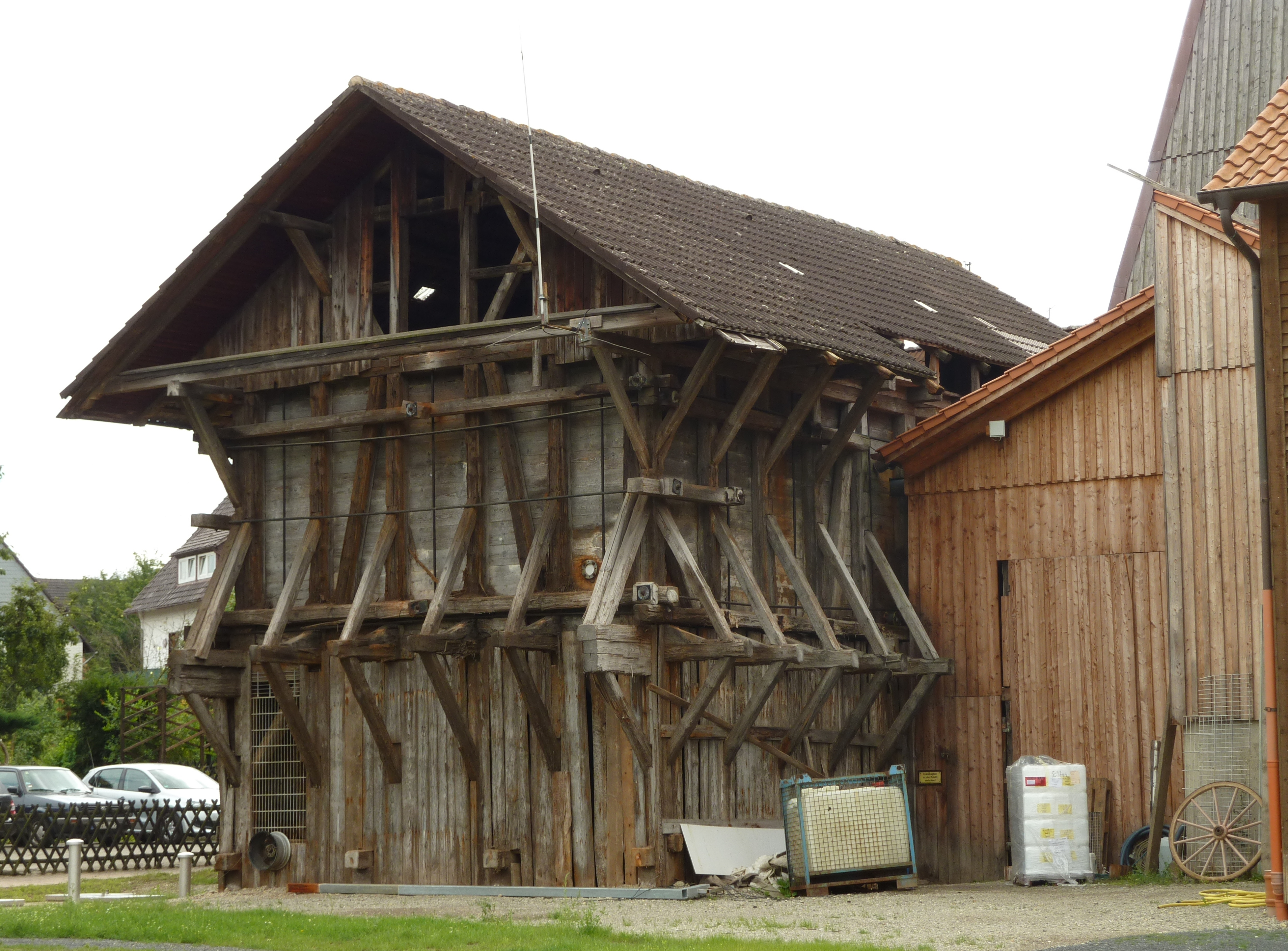
Technisches Denkmal Solereservoir von 1882.

### Bauwerke
- Die Bohrtürme der historischen Saline Sülbeck aus den Jahren 1865 und 1882 sowie das Sole-Reservoir von 1882 gelten seit 1984 als Technische Denkmale.

### Vereine
- Sülbecker Karnevalsverein e. V. (SKV)
- Turn- und Gymnastikabteilung
- FC Sülbeck/Immensen, entstanden aus der Fusion des TSV Sülbeck e. V. und dem SV Immensen
- Jugendspielgemeinschaft (JSG) Sülbeck/Edemissen, zusammengesetzt aus Mitgliedern der Vereine FC Sülbeck/Immensen und TSV Edemissen;es werden insgesamt 5 Junioren-Mannschaften gestellt
- Musikfreunde Sülbeck-Drüber
- Gemischter Chor Sülbeck
- Heimatverein Leinetal e. V.

## Wirtschaft und Infrastruktur
Mit dem neuen Bohrturm wird weiterhin Sole gefördert.

## Persönlichkeiten
- Albert Schloenbach (1811–1877), Geologe und Obersalineninspektor
- Theodor Lockemann (1885–1945), deutscher Bibliothekar, Direktor der Universitätsbibliothek in Jena